# IJkpunt
Een ijkpunt is een gekozen punt waarvan aangenomen wordt dat dit punt niet zal veranderen en dat voor ijking of referentie gebruikt wordt.
Zo worden gewichten vergeleken met een zogenaamd ijkgewicht. Dat is een object (een massa) waarvan het gewicht bekend is en als vergelijking dient.